# Danemark au Concours Eurovision de la chanson 1979
Le Danemark a participé au Concours Eurovision de la chanson 1979 le 30 avril à Jérusalem. C'est la 12e participation du Danemark au Concours Eurovision de la chanson.
Le pays est représenté par le chanteur Tommy Seebach et la chanson Disco Tango qui ont été sélectionnés par Danmarks Radio lors du Dansk Melodi Grand Prix. C'est la première des trois participations de Tommy Seebach à l'Eurovision pour le Danemark.

## Sélection

### Dansk Melodi Grand Prix 1979
Le radiodiffuseur danois Danmarks Radio (DR) organise la 12e édition du Dansk Melodi Grand Prix pour sélectionner l'artiste et la chanson représentant le Danemark au Concours Eurovision de la chanson 1979.
Le Dansk Melodi Grand Prix 1979, présenté par Jørgen de Mylius (da), a lieu le 3 février 1979 aux studios de la Danmarks Radio à Copenhague.

#### Finale
Dix-sept chansons font partie du Dansk Melodi Grand Prix 1979. C'est la première édition du Dansk Melodi Grand Prix dans laquelle plus de dix chansons sont interprétées. Les chansons sont interprétées en danois, groenlandais ou féroïen, langues officielles du Danemark.
Parmi les participants de la finale nationale, deux artistes ont déjà représenté ou représenteront le Danemark à une édition de l'Eurovision : Grethe Ingmann (avec Jørgen Ingmann) en 1963, premier vainqueur pour le Danemark, le groupe Mabel (es) en 1978 et les Brødrene Olsen en 2000, deuxièmes vainqueurs pour le Danemark.
| Ordre | Artiste(s)                        | Chanson                         | Langue       | Traduction                       | Points   | Points  | Place |
| Ordre | Artiste(s)                        | Chanson                         | Langue       | Traduction                       | 1er tour | 2e tour | Place |
| ----- | --------------------------------- | ------------------------------- | ------------ | -------------------------------- | -------- | ------- | ----- |
| 1     | Pia Dalsgaard & Thorstein Thomsen | Maja og bruttonationalproduktet | Danois       | Maya et le produit national brut | 19       | –       | 9     |
| 2     | Rasmus Lyberth                    | Ataatap qinnutaa (Faders bøn)   | Groenlandais | La prière du père                | 7        | –       | 11    |
| 3     | Allan Mortensen                   | Møllesangen                     | Danois       | La chanson du moulin             | 13       | –       | 10    |
| 4     | Pierre Dørge                      | Motorvej'n                      | Danois       | L'autoroute                      | 0        | –       | 15    |
| 5     | Jannie Høeg                       | Du er min melodi                | Danois       | Tu es ma mélodie                 | 1        | –       | 13    |
| 6     | Brødrene Olsen                    | Dans, dans, dans                | Danois       | Danse, danse, danse              | 32       | –       | 8     |
| 7     | Grethe Ingmann & Bjarne Liller    | Alt er skønt                    | Danois       | Tout est adorable                | 82       | 36      | 2     |
| 8     | Tamra Rosanes                     | Fairplay                        | Danois       | Franc-jeu                        | 2        | –       | 12    |
| 9     | Tommy Seebach                     | Disco Tango                     | Danois       | –                                | 82       | 51      | 1     |
| 10    | Mona Larsen                       | En underlig samba               | Danois       | Une étrange samba                | 0        | –       | 15    |
| 11    | Mabel (es)                        | Saturday Night Show             | Danois       | Le spectacle du samedi soir      | 39       | –       | 5     |
| 12    | Lecia & Lucienne                  | Dit liv, mitt liv               | Danois       | Ta vie, ma vie                   | 37       | –       | 7     |
| 13    | Pia & Ina Rosenbaum               | Smil over Strøget               | Danois       | Sourires à Strøget               | 38       | –       | 6     |
| 14    | Nis P. Jørgensen                  | Eja eja                         | Danois       | –                                | 1        | –       | 13    |
| 15    | Kim Larsen (en)                   | Ud i det blå                    | Danois       | Sortie dans le bleu              | 56       | –       | 3     |
| 16    | Anette Toft                       | Hold fast                       | Danois       | Tiens-toi bien                   | 0        | –       | 15    |
| 17    | Annika Hoydal (en)                | Aldan (Bølgen)                  | Féroïen      | La vague                         | 55       | –       | 4     |

Le vote principal a abouti à une égalité pour la première place entre Disco Tango interprétée par Tommy Seebach et Alt er skønt interprétée par Grethe Ingmann et Bjarne Liller. L'égalité a été résolue après une revote, qui sera alors remportée par Disco Tango de Tommy Seebach. À l'Eurovision, l'interprète de Disco Tango est accompagné du chef d'orchestre Allan Botschinsky.

## À l'Eurovision

### Points attribués par le Danemark
| 12 points | Allemagne   |
| 10 points | Pays-Bas    |
| 8 points  | Norvège     |
| 7 points  | Royaume-Uni |
| 6 points  | Israël      |
| 5 points  | Irlande     |
| 4 points  | Monaco      |
| 3 points  | Espagne     |
| 2 points  | Belgique    |
| 1 point   | Grèce       |

### Points attribués au Danemark
| 12 points        | 10 points              | 8 points                          | 7 points   | 6 points         |
| ---------------- | ---------------------- | --------------------------------- | ---------- | ---------------- |
| - Grèce - Israël | - Allemagne            | - Pays-Bas                        | - Belgique | - France         |
| 5 points         | 4 points               | 3 points                          | 2 points   | 1 point          |
|                  | - Espagne - Luxembourg | - Autriche - Monaco - Royaume-Uni | - Irlande  | - Suède - Suisse |

Tommy Seebach interprète Disco Tango en 3e position lors de l'Eurovision, suivant l'Italie et précédant l'Irlande.
Au terme du vote final, le Danemark termine 6e sur 19 pays, ayant reçu 76 points au total,.